# Бъфи (куче)
 Тази статия е за кучето, подарено от Бойко Борисов на Владимир Путин.  За Бъфи Съмърс, героиня от сериала „Бъфи, убийцата на вампири", вижте Бъфи Съмърс.  
Бъфи е кучето на руския президент Владимир Путин, подарено му от българския премиер Бойко Борисов при визитата му на София на 13 ноември 2010 г. Кучето е порода българско овчарско куче, родено е през август 2010 г. в личния развъдник на Бойко Борисов и при раждането си е кръстено Йорго.
След като се сдобива с неочаквания подарък, Владимир Путин обявява конкурс сред руснаците за име на малко пале. Конкурсът предизвиква голям интерес и Путин получава хиляди писма. Те като цяло предлагат имена, свързани с България,  но конкурсът печели 5-годишният Дима Соколов, предлагайки името на кучето да звучи по англосаксонски и да е Бъфи. От руска страна е поискана от същата порода от България и подходяща партньорка за новия домашен любимец на Путин. Според някои медии акцията с името на кучето е пиар кампания от страна на Путин, който иска да си направи политическа реклама. 
Бъфи живее в премиерската резиденция в Ново Огарьово.
Бъфи става герой и на песен, след като популярни руски радиоводещи, формиращи група „Мурзилки Интернешънъл“, изпяват пародия на песента на Филип Киркоров „Просто подари“ под името „Просто подарите премьеру щенка“ („Подарете на премиера кученце“).